# Anita Mormand
Anita Mormand (née le 20 février 1971 à Pointe-à-Pitre, Guadeloupe) est une athlète française, spécialiste du 200 mètres. 

## Biographie
En 2004, Anita Mormand est mise en cause dans une affaire d'escroquerie et est condamnée à 6 mois de prison avec sursis,. Le jugement est confirmé en appel en 2008, et son pourvoi en cassation finalement rejeté en 2009.

### Palmarès
| Date | Compétition             | Lieu         | Résultat | Épreuve   | Performance   |
| ---- | ----------------------- | ------------ | -------- | --------- | ------------- |
| 1997 | Jeux de la Francophonie | Antananarivo | 2e       | 200 m     | 23 s 53       |
| 1998 | Championnats d'Europe   | Budapest     | 6e       | 4 × 400 m | 3 min 27 s 61 |
| 2001 | Championnats du monde   | Edmonton     | 6e       | 4 × 400 m | 3 min 27 s 54 |
| 2001 | Jeux méditerranéens     | Radès        | 3e       | 200 m     | 23 s 50       |
| 2001 | Jeux méditerranéens     | Radès        | 1re      | 4 × 400 m | 3 min 34 s 28 |
| 2006 | Championnats d'Europe   | Göteborg     | 7e       | 4 × 400 m | 3 min 32 s 38 |

### Records
| Épreuve    | Épreuve      | Performance | Lieu     | Date            |
| ---------- | ------------ | ----------- | -------- | --------------- |
| 200 mètres | En plein air | 23 s 44     | Nantes   | 24 août 2000    |
| 200 mètres | En salle     | 23 s 76     | Bordeaux | 14 février 1998 |